# SETAR

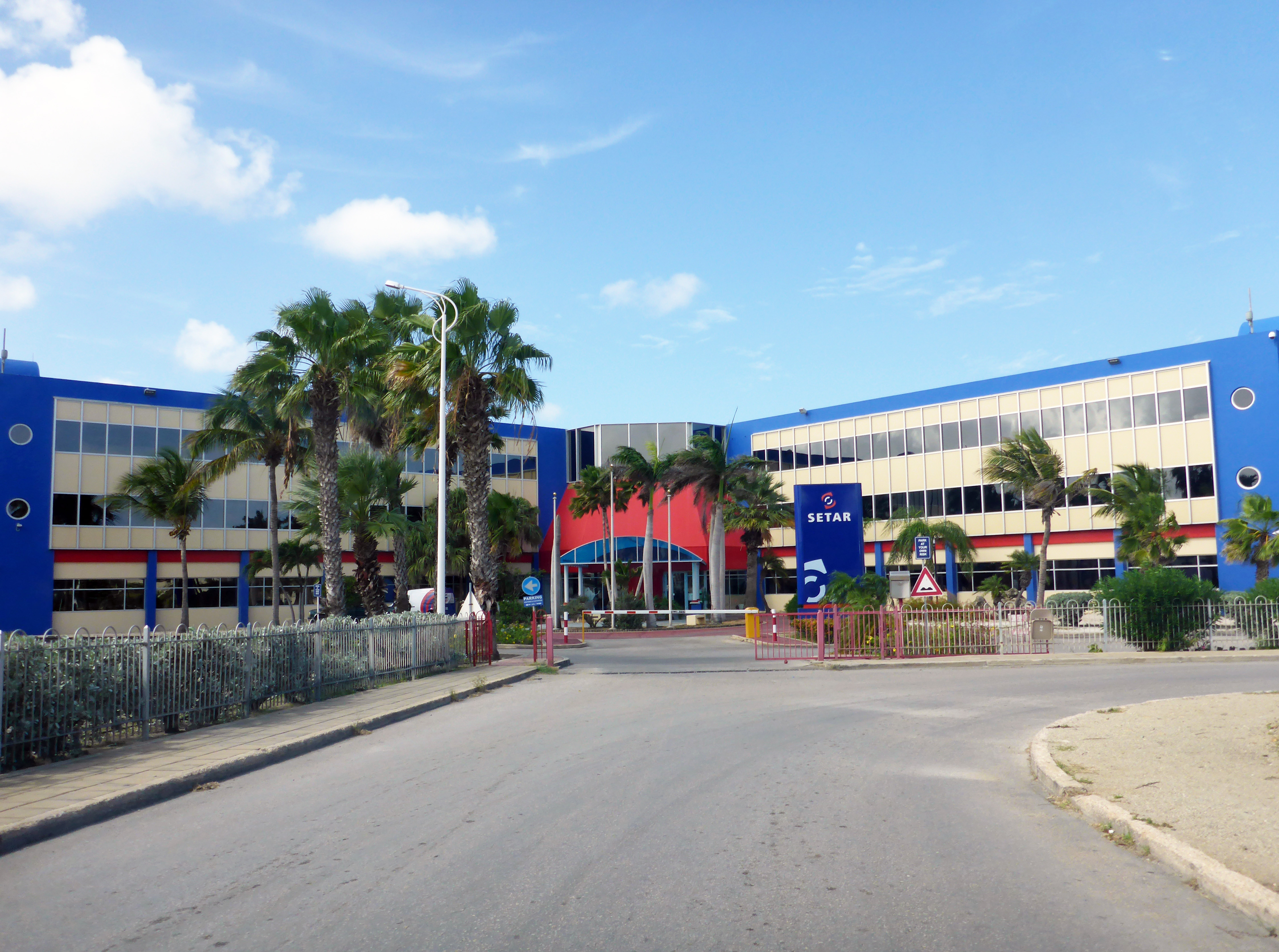
Hauptverwaltung

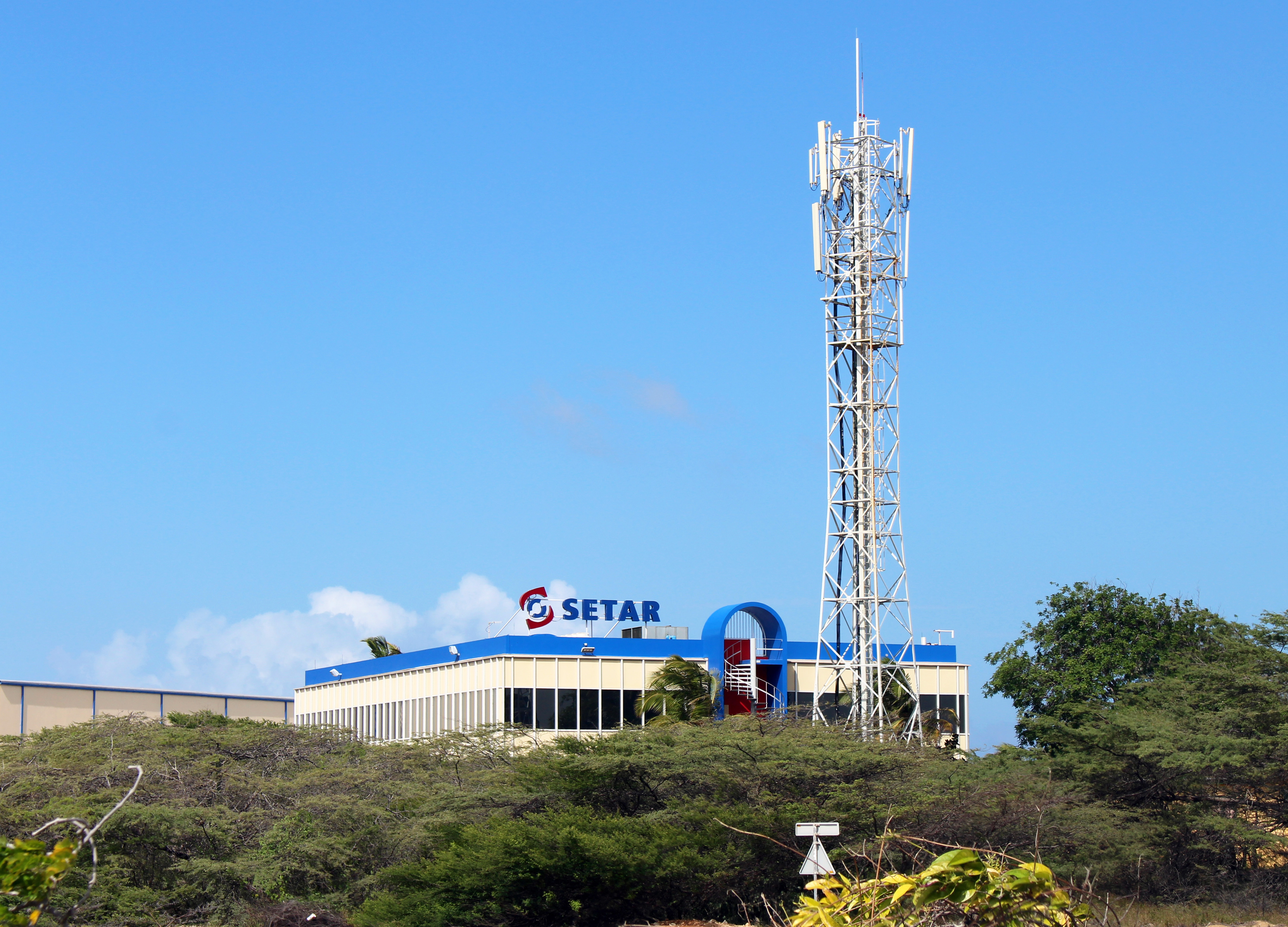
Antennenanlage

Die SETAR N.V. (Servicio di Telecomunicacion di Aruba)  ist ein staatliches Telekommunikationsunternehmen in Oranjestad (Aruba).

## Geschichte
SETAR entstand 1986, als das alte Telegrafen- und Telefon-Service-Unternehmen auf Curaçao aufgelöst wurde, um eine eigene unabhängige Einheit auf Aruba zu schaffen.  
Mit dem schnellen globalen Aufkommen der Telekommunikationstechnologie installierte SETAR seine ersten digitalen Telefonanlagen und eine Sat-Bodenstation 1989 auf dem Hooiberg. Dieses Investment erlaubte Aruba direkte Kommunikation über Satellit mit dem Rest der Welt. Eine lokale digitale Vermittlungsstelle wurde zwischen 1990 und 1991 eingerichtet und eine zweite Sat-Bodenstation, die zur Unterstützung der Satellitenkommunikation und des Mobilfunknetzes dient, wurde 1993 installiert. Die Vermittlungsstellen sind mittels Glasfaserkabel verbunden.
1996 wurde das lokale SETAR-Vermittlungsnetz vollständig digitalisiert. 1998 wurde Aruba über das Pan American Seekabel mit Saint Croix auf den Amerikanischen Jungferninseln und dem Rest der Welt verbunden. Ein spezielles Glasfaserseekabel namens Alonso de Ojeda aktiviert die Verbindung mit Curaçao dank der Lichtwellenleitertechnik. 1999 wurde der ISDN-Service eingeführt. 2001 begann SETAR mit der GSM-Technologie und zusätzlichen SMS-Diensten. Seit 2004 bietet SETAR das E-Cuenta-Verfahren an, alle Kunden könnten ihre Rechnung und ihren Verbrauch beim Energieversorger WEB Aruba N.V. online einsehen. 2004 installierte SETAR auch WLAN-Internetdienste. Im Jahr 2006 erfolgte der Ausbau der Wi-Fi-Services und die Verdoppelung der DSL-Geschwindigkeit.

## Meilensteine der Kommunikation auf Aruba
- Ab 1700  erfolgte in erster Linie die Kommunikation durch den Postversand.
- 1910 wurde der erste Telegraf in Betrieb genommen.
- 1933 wurden die ersten Telefon-Hausanschlüsse installiert.
- 1978 wurden die Handvermittlungen auf automatisches Wählerfahren umgestellt.
- 1986 wurde Setar gegründet.

## Quelle
- History auf der Website der SETAR (englisch)